# الغبية الفوقا (حيفا)

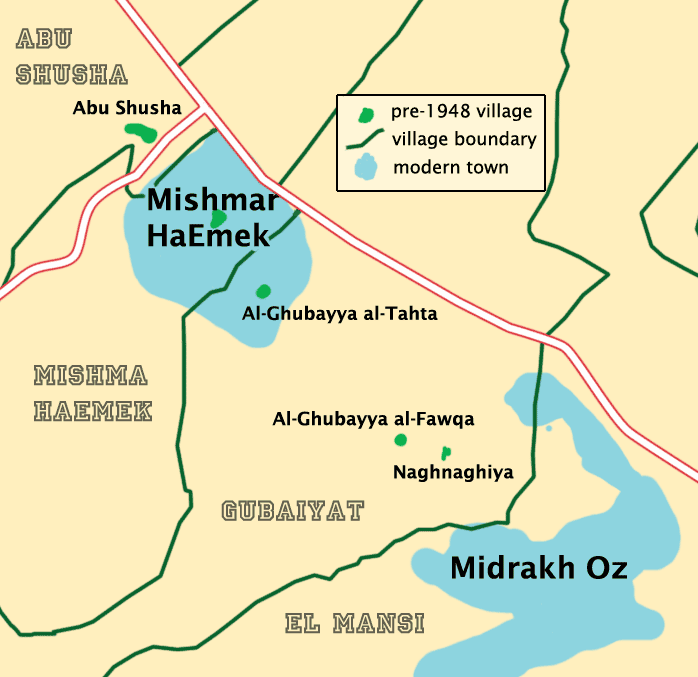
تصوير تاريخي لمنطقة مشمار هعيمك في فلسطين يُظهر قرى وحدود قرى ما قبل 1948.

الغبية الفوقا كانت القرية واحدة من إحدى ثلاث قرى تعرف معا باسم الغبيات، وتقع على السفوح الشرقية لبلاد الروحاء. أما القريبتان الأخريان، فهما الغبية التحتا والنغنغية. وكانت الغبية الفوقا تقع على تل وتمتد على المنحدرات الموازية لطريق حيفا- جنين العام الذي كان يمر إلى الشمال الشرقي من القرية مباشرة. وكان نعت (الفوقا) يميزها من توأمها الغبية التحتا. في عام 1569 كانت الغبية الفوقا قرية في ناحية شفا (لواء اللجون) وفيها 215 نسمة. وكانت تدفع الضرائب على عدد من الغلال كالقمح والشعير، بالإضافة إلى عناصر أخرى من الإنتاج كالماعز وخلايا النحل والجواميس.
كان سكان الغبية الفوقا من المسلمين ومنازلها مبنية بالأسمنت والطين ومبعثرة على المنحدرات. وكانت القرى الثلاث تشترك في مدرسة ابتدائية بنيت عام 1888، في إبان الحكم العثماني. وقد أقفلت أبوابها أيام الانتداب. وصنفت القرية مزرعة في (معجم فلسطين الجغرافي المفهرس). وكان في القرية مسجد، ومقام لولي مسلم يدعى الشيخ أحمد. وكانت مقبرتها تقع على تل في القسم الأعلى من القرية. وكانت القرى الثلاث تتصل بعدد من مصادره الثلاث يقوم على تربية المواشي وعلى الزراعة، وكانت الحبوب المحاصيل الأساسية. في 1944\1945، كان ما مجموعه 10,883 دونما من أراضي القرى الثلاث مخصصا للحبوب، و209 دونمات مروية أو مستخدمة للبساتين. وكان ثمة موقع أثري غير منقب هو تل الأسمر يقع على بعد نحو 300 متر إلى الجنوب الغربي من القرية.

## إحتلال القرية وتطهيرها عرقيا
كانت الغبية الفوقا من أوائل القرى التي احتلتها الهاغاناه عقب معركة مشمار هعيمك، ثم تنقلت القرية مرات عدة بين أيدي المتحاربين في النصف الأول من نيسان \ أبريل 1948. وقد احتلت وحدات من الهاغاناه، مستمدة من البلماح ومن لواءي كرملي وألكسندروني، القرية ذاتها وتوأمها الغبية التحتا. وكانت هذه الوحدات دخلت القريتين أول مرة في 8-9 نيسان \ أبريل، خلال ( قتال ضار)، واستنادا إلى قائد جيش الإنقاذ العربي، فوزي القاوقجي (نشب في القرية قتال من بيت إلى بيت ودام الليل كله).
ويقول القاوقجي إن القتال تحول في اليوم التالي إلى معركة ضارية ثم طردت القوات الصهيونية، وهذه التواريخ تؤكدها جريدة فلسطين التي أوردت أن معركة 10 نيسان \ أبريل كانت (طويلة) و(عنيفة) ودارت داخل القرية ذاتها. وطوال الأيام القليلة التالية، كانت سيطرة الهاغاناه على هاتين القريتين غير كاملة، بحسب ما جاء في (تاريخ الهاغاناه). ومع أن الصهيونيين نجحوا في الاحتفاظ بمواقع لهم خلال الليل، إلا إنهم أرغموا على الانسحاب بعد القصف الذي قام جيش الإنقاذ العربي به نهارا. غير أن ذلك لم يمنع الوحدات الصهيونية من تدمير القرية (شيئا فشيئا)، بسحب ما ذكر المؤرخ الإسرائيلي بيني موريس، وذلك خلال الأيام القليلة اللاحقة. ويقول المؤرخ الفلسطيني عارف العارف إن سكان الغبية التحتا انتقلوا، قبل هذه المعركة بوقت قصير، إلى الغبية الفوقا، إذ كانت قريتهم قد دمرت وضاعف هذا التدفق السكاني من القرية المجاورة عدد سكان الغبية الفوقا حتى بلغ 1400 نسمة. ولا يعرف ماذا حل بهم عندما نشبت المعركة. وتقول الهاغاناه إن قوات جيش الإنقاذ العربي كانت بحلول 13 نيسان\ أبريل، قد انسحبت من المنطقة بكاملها. غير أن تقارير هذا الجيش تفيد أنه عاد فاحتل الغبيات لفترة وجيزة في 14 نيسان \ أبريل.
اتخذت الهاغاناه وبن غوريون قرارا يقضي بطرد السكان العرب من المنطقة وبتدمير القرى المجاورة لمشمار هعيمك تدميرا تاما بغية إبعاد (الخطر عن الييشوف) بصورة نهائية. وقد نسفت الهاغاناه والبلماح بالتعاون مع السكان اليهود المحليين منازل الغبية الفوقا خلال الأسبوع اللاحق.

## القرية اليوم
الموقع مغطى بنبات الصبار وأشجار التين واللوز والخروب. ويرى حطام المنازل بين الحشائش والنباتات البرية. كما تشاهد كومة ضخمة من الحجارة حيث كان المسجد. أما المقبرة فتغطيها النباتات الشائكة والحشائش البرية. ويستخدم المزارعون الإسرائيليون الأراضي المجاورة لأغراض شتى، منها رعي المواشي وزراعة القطن.

## المستعمرات الصهيونية على أرض القرية
مستعمرة مشمار هعيمق التي أنشئت في عام 1926 لا تقع على أراضي القرية، لكنها تستخدم بعض هذه الأراضي مرعى للمواشي.

## وصلات خارجية
- موقع فلسطين في الذاكرة